# Chiesa di San Nicola (Castelbuono)
La chiesa di San Nicola è un edificio religioso di Castelbuono.

## Storia
La chiesa sorge su una collinetta inglobata nel tessuto urbano. Sul sito dove ora ammiriamo la chiesa barocca, sorgeva nel medioevo una cappella funeraria dedicata al Santo di Bari e alle anime purganti. In questa chiesa erano particolarmente venerate le gerarchie angeliche. Per l'esattezza era l'antica cappella del cimitero del paese e qualcuno ipotizza addirittura che ivi sorgesse una necropoli pagana con relativo tempietto. gli scavi, non solo archeologici ma anche occasionali, hanno più volte portato alla luce frammenti di ossa umane nell'intero quartiere (oggi abitato).

## Descrizione
La chiesa odierna è separata dalla sede stradale da un'ampia ed alta scalinata che, farebbe ipotizzare per il passato, l'esistenza di vani ipogei o una cripta. L'esterno è sobrio, particolarissimo il piccolo campanile in mattoni rossi che troneggia alla destra del portale marmoreo.
L'interno è tipicamente di stile barocco-rococò con i classici stucchi che adornano le chiesette dell'abitato. Particolarissima è la pianta della chiesa assimilabile ad una croce greca. Si compone di un'aula centrale, culminante con l'altare maggiore su cui è collocata la statua della Madonna Ausiliatrice, sono altresì presenti due altari laterali e due cappelle.
L'altare centrale è decorato da un tempietto in stucco sul cui frontone spicca la raggiera con l'emblema dello Spirito Santo. Il tempietto a volute culmina con la figura di un putto (San Michele?) che sorregge uno scudo con una frase evangelica.
La nicchia centrale (postuma) ospita la bella statua di Maria Santissima, giunta a Castelbuono nei primi decenni del Novecento. Particolare è anche il tabernacolo con l'emblema dell'Agnus Dei.
- L'altare laterale di destra è dedicato alla pietà ed ivi troviamo appunto una tela di grande espressività che alcuni vogliono del Di Galbo.
- L'altare di sinistra fu dedicato a Sant'Apollonia, sebbene alcuni individuano nelle figure dei tre martiri piuttosto i Santi Alfio, Cirino e Filadelfio.
- Cappella di San Biagio, lato destro. Sull'altare è custodita la statua cinquecentesca raffigurante San Biagio ritratto in atto benedicente e in abiti vescovili. Il simulacro bisognoso di restauri, mostra una perizia artigianale nella lavorazione sia del legno che nella sottile lamina.
- Cappella di San Nicola, lato sinistro. Sull'altare è custodita la statua cinquecentesca raffigurante San Nicola di Bari in migliori condizioni. Particolari i due affreschi appena ritrovati e restaurati raffiguranti San Michele e l'Angelo delle Anime Purganti ai lati della cappella. Questi due affreschi riaffiorati (probabilmente ve ne sono altri ancora nascosti sotto le pareti bianche) ci offrono preziosa testimonianza del culto agli angeli di cui si diceva sopra, così come la grande tela degli Arcangeli, posta probabilmente un tempo, sull'altare maggiore.

Interessante anche la cantoria.